# 六分仪座AN
六分仪座AN是一顆位於六分仪座附近的紅矮星，距離地球25.1光年。它也是一顆變星。